# Campeonato Ecuatoriano de Fútbol 1957
In 1957 werd het eerste seizoen gespeeld van de Campeonato Ecuatoriano, de hoogste voetbalklasse van Ecuador. Emelec werd kampioen. 

## Eindstand
| Plaats | Club            | Wed. | W | G | V | Saldo | Ptn. |
| ------ | --------------- | ---- | - | - | - | ----- | ---- |
| 1º     | Emelec          | 4    | 3 | 0 | 1 | 8:4   | 12   |
| 2º     | Barcelona       | 4    | 2 | 1 | 1 | 10:6  | 10   |
| 3º     | Deportivo Quito | 4    | 2 | 0 | 2 | 4:6   | 4    |
| 4º     | Aucas           | 4    | 0 | 1 | 3 | 6:12  | 1    |

|  | Kampioen   |
|  | Degradatie |

## Topscorer
| Speler           | Speler        | Goals | Club      |
| ---------------- | ------------- | ----- | --------- |
| Vlag van Ecuador | Simón Cañarte | 4     | Barcelona |